# Francesco Torraca

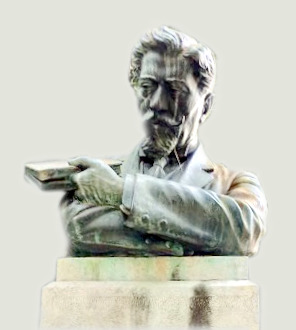

Francesco Torraca  (* 18. Februar 1853 in Pietrapertosa; † 15. Dezember 1938 in Neapel) war ein italienischer Romanist, Italianist und Mediävist.

## Leben und Werk
Torraca studierte in Neapel bei Luigi Settembrini und Francesco De Sanctis. Er unterrichtete in Gymnasien in Neapel, war ab 1880 in Rom, u. a. Kabinettschef im Unterrichtsministerium,  und lehrte von 1902 bis 1928 an der Universität Neapel, bis 1903 Komparatistik, dann Italienische Literaturgeschichte. 1920 wurde er zum Senator ernannt. Er schloss sich dort keiner Fraktion an und war von 1929 bis 1934 Mitglied des Finanzausschusses.
Torraca war Mitglied der Accademia della Crusca (1914; 1923 als accademico) und der Accademia dei Lincei (seit 1923, korrespondierendes Mitglied, ab 1932 socio nazionale). Schon 1903 war er zum Mitglied der Accademia Pontaniana in Neapel gewählt worden. Die erste Stufe des Ordens der Krone von Italien wurde ihm 1885 verliehen, weitere folgten 1896 und 1917 (grande ufficiale). Zwischen 1892 und 1923 wurden ihm vier Stufen des Ritterordens der hl. Mauritius und Lazarus verliehen.
In Pietrapertosa wurde ihm 1968 ein Denkmal errichtet.

## Werke

### Dante
- Di un commento nuovo alla Divina Commedia, Bologna 1899
  - La divina commedia nuovamente commentata, Rom 1905
  - Commento alla Divina Comedia, hrsg. von Valerio Marucci, 3 Bde., Rom 2008
- Studi danteschi, Neapel 1912
- Nuovi studi danteschi, Neapel 1921

### Sannazaro
- Jacopo Sannazaro. Note, Neapel 1879
- Gl’ imitatori stranieri di Jacopo Sannazaro, Rom 1882
- La Materia dell’Arcadia del Sannazaro. Studio, Città di Castello 1888

### Weitere Romanistik
- Notizie su la vita e gli scritti di Luigi Settembrini, Neapel 1877
- Studi di storia letteraria napoletana, Livorno 1884
- Saggi e rassegne, Livorno 1885
- (Hrsg.) Il teatro italiano dei secoli 13., 14. e 15. Sec. XV (fine) e XVI, 2 Bde., Florenz 1885–1886
- Manuale della letteratura italiana ad uso delle scuole secondarie, 3 Bde., Florenz 1886–1889
- Discussioni e ricerche letterarie, Livorno 1888
- (Hrsg.) Poemetti mitologici de’ secoli XIV, XV e XVI, Livorno 1888
- Rassegna della letteratura italiana, Rom 1890
- Nuove rassegne, Livorno 1894
- Le donne italiane nella poesia provenzale, Florenz 1900
- Studi sulla lirica italiana del Duecento, Bologna 1902
- Per la biografia di Giovanni Boccaccio. Appunti, Mailand 1912
- Studi di storia letteraria, Florenz 1923